# 池辺讃湖
- 池辺灒湖
- 池邊灒湖

池辺讃湖（チベサンこ、ロシア語: Большое Чибисанское）は、樺太南部にある湖。
語源はアイヌ語のチペサニ（cip-e-san-i　舟がそこに降りるところ）から。
当該地域の領有権に関する詳細は樺太の項目を、現状に関してはサハリン州の項目を見よ。

## 地理
樺太大泊郡長浜村に位置する海跡湖で、亜庭湾に面する。長浜村の中心部に近い。